# Gaoussou Diarra
Gaoussou Diarra (Bamako, 21 november 2002) is een Malinees voetballer die bij voorkeur als aanvaller speelt. Hij tekende in juli 2025 een contract tot medio 2029 bij Feyenoord.

## Clubcarrière
Diarra zette zijn eerste stappen als profvoetballer pas in 2024, toen hij werd gecontracteerd door het Turkse Istanbulspor, dat destijds uitkwam op het tweede niveau. In zijn debuutseizoen speelde Diarra 33 competitiewedstrijden voor de club uit Istanbul. Hierin wist hij vijftien keer te scoren. Dit leverde Diarra ook een eerste oproep op voor het Malinees voetbalelftal.
Op 23 juni 2025 werd bekend dat Feyenoord overeenstemming had bereikt met Istanbulspor om Diarra over te nemen. Enkele dagen later, op 4 juli 2025, werd Diarra officieel gepresenteerd.

## Clubstatistieken
| Seizoen                       | Club           | Competitie     | Competitie | Competitie | Beker | Beker | Europees | Europees | Overig | Overig | Totaal | Totaal |
| Seizoen                       | Club           | Competitie     | Wed.       | Dlp.       | Wed.  | Dlp.  | Wed.     | Dlp.     | Wed.   | Dlp.   | Wed.   | Dlp.   |
| ----------------------------- | -------------- | -------------- | ---------- | ---------- | ----- | ----- | -------- | -------- | ------ | ------ | ------ | ------ |
| 2024/25                       | Istanbulspor   | 1. Lig         | 33         | 15         | 3     | 1     | –        | –        | 1      | 0      | 37     | 16     |
| Clubtotaal                    | Clubtotaal     | Clubtotaal     | 33         | 15         | 3     | 1     | 0        | 0        | 1      | 0      | 37     | 16     |
| 2025/26                       | Feyenoord      | Eredivisie     | 0          | 0          | 0     | 0     | 1        | 0        | 0      | 0      | 0      | 0      |
| Clubtotaal                    | Clubtotaal     | Clubtotaal     | 0          | 0          | 0     | 0     | 1        | 0        | 0      | 0      | 1      | 0      |
| Carrièretotaal                | Carrièretotaal | Carrièretotaal | 33         | 15         | 3     | 1     | 1        | 0        | 1      | 0      | 38     | 16     |
| Bijgewerkt op 7 augustus 2025 |                |                |            |            |       |       |          |          |        |        |        |        |

## Interlandcarrieré
Op 5 juni 2025 debuteerde Diarra voor het Malinese voetbalelftal in een verloren oefenwedstrijd tegen de Democratische Republiek Congo (1-0).